# Serbski biografiski słownik
„” (глсрп. — „Лужичкосрпски биографски речник”) енциклопедија је радника лужичкосрпске историје и културе на горњолужичкосрпском језику, издата у Бауцену 1970. године.
„” (глсрп. — „Нови биографски речник ка историји и култури Лужичких Срба”) друго је издање речника (1984).